# Takehito Shigehara
Takehito Shigehara (茂原 岳人 Shigehara Takehito?, nacido el 6 de octubre de 1981 en Gunma) es un exfutbolista japonés. Jugaba de centrocampista y su último club fue el Kashiwa Reysol de Japón.

## Trayectoria

### Clubes
| Club                | País  | Año         |
| ------------------- | ----- | ----------- |
| Vissel Kobe         | Japón | 2000 - 2001 |
| Kawasaki Frontale   | Japón | 2002 - 2003 |
| Kashiwa Reysol      | Japón | 2004        |
| Sanfrecce Hiroshima | Japón | 2005        |
| Kawasaki Frontale   | Japón | 2006        |
| Ventforet Kofu      | Japón | 2006 - 2007 |
| Kashiwa Reysol      | Japón | 2008        |